# Allocosa faberrima
Allocosa faberrima là một loài nhện trong họ wolfspinnen (Lycosidae).
Loài này thuộc chi Allocosa. Allocosa faberrima được Eugène Simon miêu tả năm 1910.